# ريتشلاند (أوريغون)
ريتشلاند (بالإنجليزية: Richland, Oregon)‏ هي مدينة تقع في مقاطعة بيكر بولاية أوريغون في الولايات المتحدة. تبلغ مساحة هذه المدينة 0.21 (كم²)، وترتفع عن سطح البحر 680.01 م، بلغ عدد سكانها 156 نسمة في عام 2010 حسب إحصاء مكتب تعداد الولايات المتحدة.

## التاريخ
تسجلت ريتشلاند رسمياً عام 1897 وحلت محل نيوبريدج كالمركز الريفي الأساسي في المنطقة.

## الجغرافيا
تقع ريتشلاند على طول طريق ولاية أوريغون السريع رقم 86 بين بيكر سيتي وأوكسبو على الحدود الفاصلة بين ولاية أريغون وولاية أيداهو.
تبلغ مساحة البلدة بحسب مكتب تعداد الولايات المتحدة 0.08 ميل مربع (0.21 كـم2) جميعها بر.

## التركيبة السكانية
قام مكتب تعداد الولايات المتحدة بتحديد بيانات التركيبة السكانية لريتشلاند في تعداد الولايات المتحدة. في ما يلي، التركيبة السكانية حسب تعدادي 2000 و2010.

### تعداد عام 2000
بلغ عدد سكان ريتشلاند 147 نسمة بحسب تعداد عام 2000، وبلغ عدد الأسر 86 أسرة وعدد العائلات 41 عائلة مقيمة في المدينة. في حين سجلت الكثافة السكانية 1,849.1 نسمة لكل ميل مربع (713.9/كم2). وبلغ عدد الوحدات السكنية 121 وحدة بمتوسط كثافة قدره 1,522.0 نسمة لكل ميل مربع (587.6/كم2).
وتوزع التركيب العرقي للمدينة بنسبة 97.28% من البيض و 0.68% من الأمريكيين الأصليين و 0.68% من الأمريكيين ذوي الأصول الآسيوية و 1.36% من عرقين مختلطين أو أكثر. فيما شكل الهسبانيون أو اللاتينيون من أي عرق نسبة 0.68% من السكان.
بلغ عدد الأسر 86 أسرة كانت نسبة 7.0% منها لديها أطفال تحت سن الثامنة عشر تعيش معهم، وبلغت نسبة الأزواج القاطنين مع بعضهم البعض 41.9% من أصل المجموع الكلي للأسر، ونسبة 5.8% من الأسر كان لديها معيلات من الإناث دون وجود شريك، وكانت نسبة 51.2% من غير العائلات. تألفت نسبة 45.3% من أصل جميع الأسر من أفراد ونسبة 29.1% كانوا يعيش معهم شخص وحيد يبلغ من العمر 65 عاماً فما فوق. وبلغ متوسط حجم الأسرة المعيشية 2.31، أما متوسط حجم العائلات فبلغ 1.71.
بلغ العمر الوسطي للسكان 63 عاماً. وكانت نسبة 8.2% من القاطنين تحت سن الثامنة عشر، وكانت نسبة 1.4% بين الثامنة عشر والأربعة وعشرون عاماً، ونسبة 8.8% كانت واقعةً في الفئة العمرية ما بين الخامسة والعشرون حتى والأربعة وأربعون عاماً، ونسبة 35.4% كانت ما بين الخامسة والأربعون حتى الرابعة والستون، ونسبة 46.3% كانت ضمن فئة الخامسة والستون عاماً فما فوق. يوجد لكل 100 أنثى 93.4 ذكر، ويوجد لكل 100 أنثى في الثامنة عشر من عمرها فما فوق 98.5 ذكر.
بلغ متوسط دخل الأسرة في المدينة 17,344 دولار، أما متوسط دخل العائلة فبلغ 27,500 دولار. وكان متوسط دخل الذكور 25,000 دولار مقابل 19,688 دولار للإناث. وسجل دخل الفرد الخاص بالمدينة 13,462 دولار.

### تعداد عام 2010
بلغ عدد سكان ريتشلاند 156 نسمة بحسب تعداد عام 2010، وبلغ عدد الأسر 93 أسرة وعدد العائلات 46 عائلة مقيمة في المدينة. في حين سجلت الكثافة السكانية 1,950.0 نسمة لكل ميل مربع (752.9/كم2). وبلغ عدد الوحدات السكنية 116 وحدة بمتوسط كثافة قدره 1,450.0 لكل ميل مربع (559.8/كم2).
وتوزع التركيب العرقي للمدينة بنسبة 94.9% من البيض و 1.3% من الأمريكيين الأصليين و 1.3% من الأمريكيين الأفارقة و 2.6% من عرقين مختلطين أو أكثر.
بلغ عدد الأسر 93 أسرة كانت نسبة 2.2% منها لديها أطفال تحت سن الثامنة عشر تعيش معهم، وبلغت نسبة الأزواج القاطنين مع بعضهم البعض 48.4% من أصل المجموع الكلي للأسر، ونسبة 1.1% من الأسر كان لديها معيلات من الإناث دون وجود شريك، وكانت نسبة 50.5% من غير العائلات. تألفت نسبة 38.7% من أصل جميع الأسر من أفراد ونسبة 23.6% كانوا يعيش معهم شخص وحيد يبلغ من العمر 65 عاماً فما فوق. وبلغ متوسط حجم الأسرة المعيشية 2.11، أما متوسط حجم العائلات فبلغ 1.68.
بلغ العمر الوسطي للسكان 64.4 عاماً. وكانت نسبة 1.9% من القاطنين تحت سن الثامنة عشر، وكانت نسبة 2.4% بين الثامنة عشر والأربعة وعشرون عاماً، ونسبة 7% كانت واقعةً في الفئة العمرية ما بين الخامسة والعشرون حتى والأربعة وأربعون عاماً، ونسبة 40.4% كانت ما بين الخامسة والأربعون حتى الرابعة والستون، ونسبة 48.1% كانت ضمن فئة الخامسة والستون عاماً فما فوق. وتوزع التركيب الجنسي للسكان بنسبة 50.6% ذكور و49.4% إناث.

## وصلات خارجية
- The US50 - Cities and Towns in Oregon State